# Copernicus (inslagkrater)
Copernicus is een van de bekendste inslagkraters op de Maan, genoemd naar Nicolaas Copernicus. De benaming werd gegeven door de Italiaanse astronoom Giovanni Battista Riccioli. Eerder kreeg deze krater de benamingen Philippi IV (naar Filips IV van Spanje) en Mons Aetna (naar de vulkaan Etna) van respectievelijk Michael van Langren en Johannes Hevelius. De krater is gelegen op coördinaten 10°N, 20°W aan de zuidrand van Mare Imbrium en ten zuiden van de bergketen Montes Carpatus.

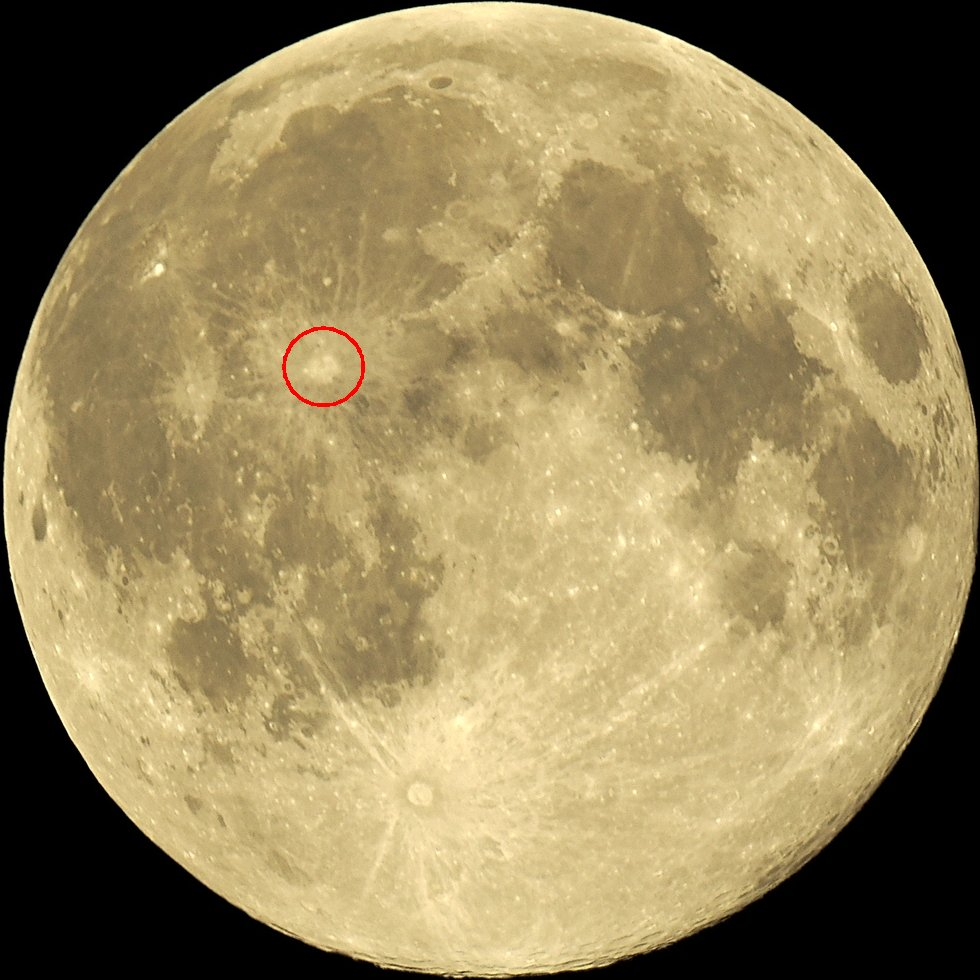
De locatie van Copernicus op de maan

## Beschrijving
Copernicus heeft een diameter van 93 km en een diepte van 3700 meter. Het centrale bergcomplex bestaat uit verscheidene bergen en is 700 meter hoog. Bij volle maan valt de krater op door zijn helder stralenstelsel dat zelfs met het blote oog te zien is. De heldere stralen lopen tot een afstand van 400 km.
Copernicus is, geologisch gezien, een recente inslagkrater. Met behulp van materiaal verzameld tijdens de Apollo 12-missie werd de ouderdom bepaald op 0,8 tot 1 miljard jaar.

## Nomenclatuur voor het stralensysteem
Copernicus is omgeven door een opvallend systeem van stralen met een relatief hoog albedo. Deze stralen ontstonden tijdens de secundaire inslagen van objecten uitgeworpen na het inslaan van het primaire object dat de eigenlijke krater deed ontstaan. In de gehele geschiedenis van de selenografie en het maken van maankaarten was enkel Johannes Hevelius in staat om aan de meest opvallende stralen rondom Copernicus, net als aan de stralen rondom Tycho, individuele namen te geven. Hij veronderstelde echter, op een verkeerdelijke manier, met bergachtige verhogingen op het maanoppervlak te doen te hebben en gaf ze namen van bergen en bergketens. Krater Copernicus zelf aanzag hij voor een equivalent van een Aardse vulkaan en gaf deze formatie de naam Mons Aetna naar de vulkaan Etna op Sicilië.

#### De benamingen van de individuele stralen rondom Copernicus
In uurwijzerszin:
- Straal ten westzuidwesten van Copernicus: Montes Hiblaei / Hyblei
- Straal ten noordnoordwesten van Copernicus: Mons Hereus
- Straal ten noorden van Copernicus: Mons Cratas
- Straal ten noordnoordoosten van Copernicus: Mons Eryx
- Straal ten noordoosten van Copernicus: Mons Myconius
- Straal ten oosten van Copernicus: Montes Chalcidici

## The Monarch of the Moon
Gezien het feit dat Copernicus vrijwel de meest bekende en meest opvallende krater op de naar de Aarde toegekeerde kant van de Maan is, noemen ervaren maanwaarnemers deze krater ook wel The Monarch of the Moon.

## Antipode van Copernicus: Keeler V
De antipode van inslagkrater Copernicus is de vormeloze depressie Keeler V, ten westen van de walvlakte Keeler (LAC 85). In en om Keeler V bevinden zich hooglandpoelen die mogelijks verband houden met de inslag van het object dat de krater Copernicus heeft doen ontstaan. Zie ook het gebied van de hooglandpoelen ten zuidzuidoosten van d'Alembert, de antipode van de stralenkrater Tycho.

## Chesley Bonestell
Een bemande expeditie naar de chaotische vloer van krater Copernicus was een geliefkoosd thema van de Amerikaanse illustrator Chesley Bonestell (1888-1986) die als pionier van de Space Art wordt beschouwd .